# Victor Mendes
Victor Manuel Valentim Mendes (Marinhais, 14 de fevereiro de 1958) é um matador de touros português. 
Na infância acompanhou a mudança da família de Marinhais, concelho de Salvaterra de Magos, para Vila Franca de Xira, onde cedo se deixou fascinar pela forma como se vivenciava a arte tauromáquica e, em especial, o toureio a pé. 
Sem antecedentes familiares no ofício do toureio, resolveu apresentar-se num concurso realizado na Praça de Touros Palha Blanco, por volta dos 14 anos; nessa altura, tocava trompete no Ateneu Artístico Vilafranquense e nessa circunstância via as corridas em que atuava a banda do Ateneu.  
Vítor Mendes causou boa impressão no concurso e passou a ter aulas particulares com José Júlio. No final da adolescência passou pela Escola de Toureio de Coruche, dos irmãos António e Manuel Badajoz, e tornou-se bandarilheiro profissional, atividade que conciliou com o serviço cívico obrigatório, instituído após o 25 de abril de 1974, e com o acesso à universidade — chegou a frequentar o curso de Direito, que abandonou antes de completar o primeiro ano. Por volta dos 19 anos, hesitante entre seguir um percurso universitário ou deixar-se levar pela paixão pelo toureio, arriscou o segundo caminho, aspirando um dia tornar-se matador de touros. 
A oportunidade para Vítor Mendes cruzar a fronteira e seguir rumo à profissionalização como matador aconteceria após atuar como bandarilheiro numa corrida de toiros de morte, realizada a 11 de maio de 1977, em Vila Franca — excetuando as situações de Barrancos e Reguengos de Monsaraz, terá sido a última corrida integralmente composta por toiros de morte, realizada em Portugal; nela atuaram os matadores José Júlio, António de Portugal e Carlos Osorio «Rayito de Venezuela». Nessa tarde atraiu a atenção de Gonzalito, o popular moço de espadas de Curro Romero que ali se encontrava também. Como contou em entrevista a Maria João Seixas, no jornal Público, Gonzalito «Gostou tanto de me ver bandarilhar um dos toiros do Raiyto que me perguntou logo se eu não queria ser toureiro e tentar a sorte em Espanha».
Baseado em Sevilha, no histórico Bairro de Triana, Vítor Mendes fez o seu percurso de novilheiro, após debutar com picadores, em Girona, em 30 de julho de 1978, ao lado de Pepe Luis Vargas y Josechu Pérez de Mendoza, com novilhos de Rocío Martín Carmona. Nesses anos atuou como novilheiro amador em praças de pueblo, ao mesmo tempo que acorria às tentas das ganadarias andaluzas de Alburejos, Domecq, Peralta, Albaserrada, entre outras, preparando-se intensamente para chegar a matador de touros. 
O seu percurso foi em crescendo e, ainda na qualidade de novilheiro, debutou na Monumental de Las Ventas, Madrid, a 1 de maio de 1980, compartindo a tarde com Ramón Fernández Martín, Sacromonte y Manuel Rodríguez «El Mangui», com novilhos da ganadaria portuguesa de Branco Núncio, Herdeiros.
A profissionalização como matador chegaria, finalmente, a 13 de setembro de 1981, tarde em que Vítor Mendes tomou a alternativa, na Monumental de Barcelona, apadrinhado por Palomo Linares e tendo José Mari Manzanares como testemunha, com toiros da ganadaria Carlos Nuñez.
A sua corrida de alternativa lotou a Monumental de Barcelona — estando nas suas bancadas centenas de portugueses que se deslocaram para assistir à sua passagem a matador profissional — e foi apoteótica para o jovem toureiro, já que obteve três orelhas e saiu em ombros pela porta grande.
Confirmou a alternativa em Las Ventas, a 16 de maio de 1982, junto de Luis Francisco Esplá e «Morenito de Maracay», com touros de Partido de Resina.
Nesta altura de princípios da sua carreira como profissional viveu dois anos em La Cantora, a casa de Paquirri, com cujo estilo de toureio, poderoso e lidador, se identificava. 
Em 1984 abriu pela primeira vez a Porta Grande de Las Ventas, após obter duas orelhas, uma de cada faena, a dois touros de Victorino Martín. Repetiria o feito no ano de 1987, agora após cortar três orelhas, em dois touros de Baltasar Ibán. 
Em 20 de novembro de 1991, foi agraciado com o grau de Comendador da Ordem do Mérito.
Com uma carreira duas décadas, em que atuou nas mais importantes praças de Espanha e França, bem como inúmeras praças da América Latina, Vítor Mendes terá lidado mais de 1200 touros e sofrido cerca de 20 colhidas. A sua retirada profissional ocorreu na tarde de 30 de setembro de 2001, numa corrida mista realizada na Centenária Palha Blanco, com touros de Palha, em que participaram Francisco Ruiz Miguel, Fernández Meca, João e António Ribeiro Telles.
Versátil nos encastes, incluindo a lidar as chamadas ganadarias duras; poderoso com a muleta; e reconhecido pela crítica como um dos mais notáveis do mundo a executar a sorte de bandarilhas., Vítor Mendes é considerado o toureiro a pé português mais importante de finais do século XX.